# Raffaele Cantone
Raffaele Cantone (* 24. listopadu 1963 Neapol) je italský právník, známý svým bojem proti organizovanému zločinu. 
Je absolventem Neapolské univerzity. Specializoval se na trestní právo a roku 1991 začal pracovat v italském soudnictví. Působil jako státní zastupitel v Neapoli a v roce 1999 nastoupil na okresní ředitelství boje s mafií v Casertě. Zabýval se případem klanů Casalesi a La Torre, vyšetřoval vliv kriminálních organizací v odpadovém hospodářství i jejich podíl na mezinárodním obchodu s lidmi. Camorra plánovala atentát na Cantoneho, v roce 2003 proto získal policejní ochranu.
Od roku 2007 pracoval na italském Nejvyšším správním soudu. Byl poradcem parlamentní protimafiánské komise a podílel se na přípravě Zákona Severinové o potlačování korupce. Spolupracoval také s vatikánským Dikasteriem pro službu integrálnímu lidskému rozvoji. V březnu 2014 byl jmenován ředitelem Národního protikorupčního úřadu, během působení ve funkci prosadil nový kodex pro přijímání veřejných zakázek. Podílel se na vyšetřování machinací spojených s organizací výstavy Expo 2015. Po odstoupení Giorgia Napolitana v roce 2015 mu byla nabízena kandidatura na italského prezidenta, avšak odmítl. V říjnu 2019 oznámil, že rezignuje na vedení protikorupčního úřadu a vrací se k práci v justici. Od roku 2020 je vrchním prokurátorem v Perugii.
Je autorem knih literatury faktu Solo per giustizia (přeložena do slovenštiny jako V mene spravodlivosti), Football clan. Perché il calcio è diventato lo sport più amato dalle mafie, I Casalesi. Nascita ed evoluzione, in Atlante delle mafie, Corruzione e anticorruzione. Dieci lezioni a La coscienza e la legge. Přispívá do neapolských novin Il Mattino i odborných periodik Rivista Penale a Gazzetta Forense. Vedl kurs o protikorupční legislativě na právnické fakultě neapolské univerzity. Je čestným předsedou nevládní organizace Libera sídlící ve městě Giugliano in Campania a byla mu udělena cena 100 Italian Excellences. Je ženatý a má dvě děti, fandí fotbalistům SSC Neapol.